# Fideismus
Fideismus (von lateinisch fides „Glaube“) ist eine Glaubenshaltung bzw. eine religionsphilosophische Erkenntnislehre, wonach sich Glaube und Vernunft prinzipiell ausschließen und dennoch – wider die Vernunft – am religiösen Glauben festzuhalten sei. Dem Glauben wird also ein absoluter Vorrang vor der Vernunft beigemessen.
Der Fideismus wurde von der katholischen Kirche offiziell verworfen, spielt aber in der evangelischen Tradition eine wichtige Rolle. Fideismus als religions- und glaubensphilosophischer Begriff geht auf Joseph de Maistre und Louis de Bonald zurück und wurde später von Félicité de Lamennais weiterentwickelt.
Wichtige Vertreter einer fideistischen Religionsphilosophie sind unter anderem Tertullian (entsprechend dem ihm zugeschriebenen geflügelten Wort Credo, quia absurdum est) und in der evangelischen Tradition Martin Luther (Vernunft als Hure), Søren Kierkegaard (der absurde Sprung in den Glauben, Glaube als existentielles Wagnis) und Karl Barth. Auch Wittgenstein wird des Öfteren als Fideist verstanden.
Als Gegenbegriff zum Fideismus kann der Rationalismus betrachtet werden, wonach alle (auch religiöse) Erkenntnis für die menschliche Vernunft zugänglich ist.

## Entstehungsgeschichte
Der Fideismus wurde durch Joseph de Maistre und Louis de Bonald begründet, dann durch Félicité de Lamennais (Essai sur l’indifférence en matière de religion I–IV, 1817–1823) weiter entwickelt. Ähnliches findet sich auch bei Louis Eugène Marie Bautain. Diese Theologen waren der Ansicht, dass einzige Quelle des Glaubens und deswegen auch Ursprung des religiösen Wissens eine übernatürliche Offenbarung sei. Bautain vertrat wie Immanuel Kant die Auffassung, dass die begrenzte Vernunft das Suprarationale nicht erfassen könne. Infolgedessen müsse jede Erkenntnis in religiösen Fragen durch die Bezugnahme auf die Offenbarung gewonnen werden. Ähnlich vertrat Lamennais eine im Ansatz skeptische Theologie, demnach Gott für den Menschen nicht erkannt werden könne, einzig er habe sich ihnen offenbart und es seien darüber Quellen hinterlassen worden. Das traditionalistische Argument lautet, dass in der Niederschrift und Weitergabe jener Offenbarung ein Zugang zu Erkenntnissen über Gott möglich sei. 
Diese Lehre, die eine Grenze der Vernunft in übernatürlichen Fragen akzeptierte und somit im Gegensatz zur natürlichen Theologie steht, wurde in der folgenden Zeit von der katholischen Kirche bekämpft und 1838 offiziell verurteilt. Im Jahre 1840 musste Bautain eine Erklärung unterschreiben, die ihm von Papst Gregor XVI. vorgelegt wurde. Darin musste er anerkennen, dass es neben der Offenbarung auch „auf dem Weg einer rein natürlichen Erkenntnis [eine] Gewißheit über das Dasein Gottes“ geben könne.
Der Fideismus fand vor allem in Frankreich, aber auch in Deutschland und Belgien Anklang.

## Ablehnung durch die Katholische Kirche
Die Kritik, die letztlich zur Ablehnung des Fideismus als Häresie führte, machte sich an der substantiellen Vorordnung der Gotteserkenntnis im Glauben vor derjenigen in der Vernunft fest. Dadurch würde die Theologie jedwede argumentativ darstellbare Grundlage verlieren.
Der Fideismus wird in der Enzyklika Fides et ratio (Glaube und Vernunft) von Papst Johannes Paul II. aus dem Jahr 1998 ausdrücklich verworfen. Die katholische Kirche vertritt die Möglichkeit der natürlichen Theologie.

## Weiterentwicklungen
Im sogenannten Symbolfideismus der evangelischen Theologen Auguste Sabatier und Eugène Ménégoz (auch Pariser Schule genannt) wurde die strikte Vorordnung der Offenbarung und die Heilswirksamkeit des Glaubens beibehalten, die einzelnen Dogmen jedoch, wie alle anderen religiösen Begriffe, nun aber als Symbole interpretiert. Diese bewusst vorgenommene Relativierung sollte eine Vermittlung zwischen Orthodoxie und Liberaler Theologie ermöglichen, blieb aber Episode.